# Waggaman
Waggaman – jednostka osadnicza w Stanach Zjednoczonych, w stanie Luizjana, w parafii Jefferson.